# Émile Janvier
Émile Janvier, né le 29 septembre 1900 à Paris et mort le 17 mai 1972 à Saint-Denis-sur-Sarthon (Orne), est un homme politique français.

## Détail des fonctions et des mandats
Mandat parlementaire
- 16 mars 1960 - 9 octobre 1962 : Député de l'Orne